# Michael Schenker
Michael Schenker (sinh ngày 10 tháng 1, năm 1955) là một nghệ sĩ ghita người Đức và là cựu thành viên của ban nhạc UFO và là một trong những thành viên sáng lập của ban nhạc Scorpions và ban nhạc Michael Schenker Group (viết tắt là M.S.G). Michael là em trai của Rudolf Schenker, cây ghita đệm của Scorpions. Michael Schenker được xem là một trong những cây ghita huyền thoại của thế giới.

## Danh sách đĩa hát

### VớiScorpions
- Lonesome Crow (1972)
- Lovedrive (1979)

### VớiUFO
- Phenomenon (1974)
- Force It (1975)
- No Heavy Petting (1976)
- Lights Out (1977)
- Obsession (1978)
- Strangers in the Night (1979)
- The Best Of (1992)
- Walk on Water (1995)
- Covenant (2000)
- Sharks (2002)

### VớiMichael Schenker Group/McAuley Schenker Group
- The Michael Schenker Group (1980)
- M.S.G. (1981)
- One Night at Budokan (1981)
- Assault Attack (1982)
- Built To Destroy (1983)
- Rock Will Never Die (1984)
- Perfect Timing (McAuley Schenker Group) (1987)
- Save Yourself (McAuley Schenker Group) (1989)
- M.S.G. (McAuley Schenker Group) (1992)
- Nightmare: The Acoustic M.S.G. (McAuley Schenker Group) (1992)
- M.S.G. Unplugged (McAuley Schenker Group) (1993)
- Written in the Sand (1996)
- The Unforgiven (1999)
- The Unforgiven World Tour (2000)
- Be Aware Of Scorpions (2002)
- Arachnophobiac (2003)
- Heavy Hitters (2005)
- Tales Of Rock'n'Roll (2006)
- In The Midst Of Beauty (2008)

### Solo
- Thank You (1993)
- Thank You 2 (1998)
- Adventures of the Imagination (2000)
- The Odd Trio (2000)
- Thank You 3 (2001)
- Dreams And Expressions (2001)
- Thank You 4 (2003)

### Một vài thu âm khác của Schenker
- Contraband (1991)
- The Plot (2003)
- Under Construction (Schugar/Schenker album) (2003)
- Schenker-Pattison Summit - The Endless Jam (2004)
- Schenker-Pattison Summit - The Endless Jam Continues (2005)
- Siggi Schwarz and Michael Schenker - Live Together 2004

## Video
- Michael Schenker Group - Rock Will Never Die (1984)
- Michael Schenker Group - Live in Tokyo 1997 (1997)
- Michael Schenker Group - World Wide Live 2004 (2004)